# Duel à Ichijoji
Série Trilogie Samouraï
La Légende de Musashi
(1954) La Voie de la lumière
(1956)
Pour plus de détails, voir Fiche technique et Distribution.
Duel à Ichijoji (続宮本武蔵 一乗寺の決闘, Zoku Miyamoto Musashi: Ichijōji no kettō) est un film japonais réalisé par Hiroshi Inagaki, sorti en 1955. C'est le deuxième film de la Trilogie Samouraï  relatant la vie légendaire du samouraï Miyamoto Musashi.

## Synopsis
Musashi est à la recherche d'un maitre respectable pour compléter son apprentissage de samouraï. Le soir, il s'arrête près d'une hutte, disant à un jeune garçon de partir mais le jeune lui dit qu'il vit là-bas et sait que Musashi se battra en duel avec Shisido Baiken. Ce dernier arrive avec deux hommes qui s'affrontent, Musashi avec son katana, Baiken avec un boulet, une chaîne et une faux. Musashi sort vainqueur du duel. Un vieil homme passant par là châtie Musashi, commentant que bien qu'il soit un escrimeur qualifié, il manque de chevalerie et n'est pas détendu mentalement, ce n'est donc pas un vrai samouraï. Le garçon, qui s'appelle Jotaro et est orphelin, suit Musashi dans son voyage. À Kyoto, Otsu vend des éventails près du pont où passe Akemi, qui remarquant sa tristesse, discute avec lui. A ce moment-là, Toji arrive et attrape Akemi afin de la ramener comme divertissement pour Seijuro Yoshioka, un riche propriétaire d'une école d'arts martiaux. Toji et Oko discutent de la façon dont ils seront riches en proxénète.
À l'école Yoshioka, Musashi se bat avec d'aures élèves, les frappant un par un. Estimant que tous les élèves ne sont pas assez puissants, il exige un match avec Seijuro, le maître d'école. Plus tard, celui-ci se prépare pour un duel mais est arrêté par Toji, qui dit que Musashi n'est pas assez bon pour le maître. Les hommes planifient alors d'attaquer le jeune homme dans sa chambre en masse mais découvrent qu'il est parti. Il a laissé une note défiant Seijuro à choisir une heure et un lieu pour une confrontation sur le pont de Sanjuro le lendemain. De retour à la maison, Oko et Toji essaient de remonter le moral d'un Seijuro pensif. Akemi livre du thé tandis que Toji lui dit de faire combattre son frère Denschichiro à la place. Akemi voit la note de Musashi et sa signature, réalisant que ce doit être son Takezo. Elle va le dire à un Matahachi stupéfait, qui entreprend de retrouver son vieil ami.
Dans un échoppe, Musashi essaie de faire aiguiser son épée mais le forgeron le traite de meurtrier et refuse de polir l'arme. Le samouraï part en colère, puis s'arrête, revient et demande humblement, le forgeron accepte maintenant mais dit que seul le Maître Koetsu Honami peut effectuer ce travail. À la boutique d'Honami, le maître polisseur est sympathique et montre son plus récent travail, une longue épée surnommée le poteau à vêtements. Musashi s'intéresse au propriétaire, qui est Kojiro Sasaki. Dans un parc, Matahachi marche nerveusement et voyant un groupe d'hommes attaquer un samouraï, crient qu'ils ont fait une erreur. Le mourant donne à Matahachi un colis à livrer à Kojiro Sasaki. À la maison, Seijuro punit Akemi pour avoir aimé son ennemi, puis il la viole. Oko et Toji les laissent tranquilles.
Au crépuscule, Musashi attend près du pont et Otsu arrive par hasard, lui disant qu'il ne veut plus jamais le quitter. Un Musashi stoïque admet qu'il préfère son épée. Soudain, un grand groupe d'hommes s'approchent de Musashi. En infériorité numérique, il se bat avant de quitter les lieux, exigeant un duel équitable. Alors qu'il s'échappe par la berge, Sasaki traverse le pont et dit que Toji perdra contre Musashi. De son côté, Otsu court le long de la rivière en appelant Takezo. Akemi est là aussi et l'entend. Les deux femmes se rencontrent et Akemi se rend compte qu'elles aspirent toutes les deux au même homme. Elle ment à Otsu que Takezo lui avait proposé. Malheureusement, Akemi dit qu'elle allait se suicider mais qu'elle vivra maintenant pour Takezo. Otsu pleure, n'y croyant pas. De retour au temple, elle demande conseil à Takuan, le prêtre bouddhiste, et veut devenir nonne. Takuan lui dit qu'elle n'a pas à le faire et la présente à Jotaro. Plus tard, Akemi se réveille chez Sasaki. Surpris, il lui dit qu'elle est libre de partir mais lui demande de rester un peu afin de la questionner Musashi. Toji et ses hommes de l'école Yoshioka arrivent pour reprendre Akemi mais Sasaki les menace avec sa longue épée. Dans l'affrontement qui en résulte, il en abat deux jusqu'à ce que Seijuro arrête le combat, disant qu'il reconnaît Sasaki par son style de combat.
Ailleurs à Kyoto, Koetsu Honami a emmené Musashi voir la courtisane Yoshino dans le but de lui changer les idées mais il refuse de boire alors que les geishas se moquent de lui. À l'école, Denschichiro vient voir son frère aîné, l'accusant d lâcheté de ne pas s'être battu la veille au soir. Partout dans la ville, les hommes recherchent Musashi. La mère d'Honami dit que Takuan Musashi est occupé dans les quartiers des geishas. Deux hommes découvrent où il se trouve et délivrent une convocation de Denschichiro pour se battre en duel à neuf heures cette nuit-là au temple Rengein. Denschichiro attend au temple alors que Musashi arrive et ils commencent un combat à l'épée que perd Denschichiro. Seijuro voit ensuite son frère mort allongé et lui dit qu'il n'aurait pas dû être aussi téméraire. Il dit à Sasaki qu'il doit maintenant combattre Musashi. Seijuro se rend ensuite dans une chambre et s'excuse auprès d'une Akemi triste et lui demande un mot gentil pour aider son esprit. Elle refuse et dit qu'elle priera pour Musashi.
Avec 200 pièces d'or, Toji se prépare à quitter la ville avec Oko, laissant Akemi derrière mais ils se heurtent à Matahachi. Alors que Matahachi se lève, sa mère Osugi arrive. Il montre à sa mère le parchemin qu'il a pris au samouraï mourant, c'est un diplôme de l'école Chujo et il le revendique comme le sien, et il a changé son nom en Kojiro Sasaki. Musashi se détend en peignant chez Yoshino, mais il entend dire dans les rues qu'il est un lâche. Yoshino lui laisse un mot d'adieu, ne pouvant pas lui dire au revoir puisqu'il est son véritable amour. Musashi est rapidement entouré par les gens de l'école Yoshioka. Sasaki intervient et se présente à Musashi. Ils acceptent un duel avec Seijuro à cinq heures le lendemain matin au temple Ichijoji. Otsu prie au temple, Takuan se prépare à se faire couper les cheveux longs pour devenir nonne. Alors que Takuan prépare le rasoir, Jotaro arrive et lui dit qu'elle doit se rendre au temple Ichijoji pour le duel. À l'aube, un grand groupe d'hommes affronte Sasaki, qui prétend être témoin du duel mais est rejeté car personne ne lui demande de le faire. Sasaki se rend compte qu'ils doivent tendre une embuscade à Musashi et part après avoir commenté que la maison de Yoshioka n'a aucun honneur.
Osugi a convaincu Matahachi de tuer Otsu, ils l'interceptent dans les bois. Matahachi veut plutôt s'enfuir, Otsu explique qu'elle aime Takezo. Enragé, Matahachi la poursuit avec la longue épée. Sasaki arrive. Musashi s'arrête brièvement à un puits et réfléchit à l'inscription. Akemi arrive et le serre dans ses bras. Otsu se présente également et voit les deux dans une étreinte étroite. Akemi lui dit qu'il y a 80 hommes qui l'attendent, elle lui dit de ne pas y aller. Otsu regarde Musashi pousser Akemi vers le bas et continue vers le duel. Il avance avec confiance dans la brousse et arrive derrière les embusqués. Il décide d'entrer comme promis, exigeant de voir Seijuro. Provocant, il tire sa lame et commence à les abattre. Otsu arrive alors que d'autres renforts apparaissent également, tandis que Sasaki et Akemi regardent depuis une colline à proximité. Depuis que les archers font atterrir leurs flèches aux pieds de Musashi, il recule lentement à travers une rizière, la boue épaisse et l'eau gênent la foule. Il arrive d'abord sur la terre ferme et s'échappe.
Alors que le jour se lève, Takuan apparaît. Otsu annonce qu'elle ne sera pas nonne après tout. Quelque part dans les bois, un Musashi fatigué rencontre Seijuro, qui prétend qu'il n'est pas un lâche mais que ses hommes l'ont arrêté plus tôt. Alors qu'ils commencent le duel, la première frappe de Musashi blesse le bras gauche de Seijuro, le faisant tomber au sol et à la merci de Musashi. Se rappelant les paroles des personnes qu'il a rencontrées précédemment, Musashi cède et laisse Seijuro en vie.
En fuite, Musashi est épuisé et s'effondre au bord d'un ruisseau. Jotaro le voit et appelle Otsu. Plus tard, près d'un ruisseau de montagne, Musashi se réveille. Otsu lave joyeusement des vêtements au bord de l'eau. Les deux vivent leurs rêves. Submergé par l'émotion et pensant qu'Otsu ressent la même chose pour lui, Musashi tente de faire l'amour sur place, mais Otsu lui dit qu'elle n'est pas prête à aller jusqu'au bout. Confus, Musashi emballe rapidement ses épées et s'en va. Il renonce alors à son amour des femmes et promet de ne plus jamais tomber amoureux d'une femme car elles ne sont jamais claires sur leurs intentions.
Au-dessus, Sasaki le voit marcher seul et lui souhaite bonne chance dans sa prochaine grande aventure.

## Fiche technique
Sauf indication contraire, les informations mentionnées dans cette section peuvent être confirmées par la base de données cinématographiques IMDb,  présente dans la section « Liens externes ».
- Titre français : Duel à Ichijoji
- Réalisation : Hiroshi Inagaki
- Assistant réalisateur : Jun Fukuda
- Scénario : Hiroshi Inagaki et Tokuhei Wakao, d'après le roman Musashi d'Eiji Yoshikawa
- Décors : Kisaku Itō (ja) et Makoto Sono
- Photographie : Jun Yasumoto
- Montage : Eiji Ōi
- Musique : Ikuma Dan
- Société de production : Tōhō
- Pays de production : Japon
- Langue originale : japonais
- Format : couleurs - 35 mm - 1,37:1 - son mono
- Genre : action, aventure, biographie, chanbara
- Durée : 104 minutes
- Dates de sortie :
  - Japon : 12 juillet 1955[1]
  - France : 4 août 1993[2]

## Distribution
- Toshirō Mifune : Miyamoto Musashi
- Kōji Tsuruta : Kojiro Sasaki
- Mariko Okada : Akemi
- Kaoru Yachigusa : Otsu
- Michiyo Kogure : Dayu Yoshino
- Mitsuko Mito : Oko, la mère d'Akemi
- Akihiko Hirata : Seijuro Yoshioka
- Daisuke Katō : Toji Gion
- Kurōemon Onoe : moine Takuan
- Sachio Sakai : Matahachi Honiden
- Yū Fujiki : Denshichiro Yoshioka
- Machiko Kitagawa : Kogure
- Eiko Miyoshi : Osugi, la mère de Matahachi
- Eijirō Tōno : Baiken Shishido